# Staines-upon-Thames
Staines-upon-Thames (souvent appelée Staines qui était son nom officiel avant 2012) est une ville anglaise située sur la rive nord de la Tamise, dans le district de Spelthorne et le comté du Surrey. Elle relevait du comté du Middlesex jusqu'à sa disparition en 1965.
Lors du recensement de 2011, sa population était de 18 484 habitants.

## Histoire
L'histoire de Staines commence avec les conquêtes de l'empereur romain Claude, en 43 ap. J.-C. et la fondation d'une ville sur la rivière. Son nom en latin fut Pontes (« Aux ponts »). La ville s'étendait sur la route de Londinium (Londres), et de Calleva Atrebatum (près de Silchester) ; l'axe de circulation de l'époque est encore en usage comme une route aujourd'hui, entre Staines et Londres.
En 1215, Staines fut le lieu où les barons se rassemblèrent avant de faire leur célèbre démonstration d'unité contre le roi Jean d'Angleterre à Runnymede.
Dans les XIXe et XXe siècles, le linoleum était fabriqué à Staines. Une statue de deux travailleurs portant un rouleau de linoleum dans la ville commémore l'ancienne industrie. La marque de voitures Lagonda aussi avait son usine principale près de Staines.
Le 18 juin 1972, un Hawker Siddeley Trident de la British European Airways s'écrasa dans un champ près de Staines, tuant tous les passagers et équipage, dans le désastre Vol 548 British European Airways. Un mémorial au nord de la ville commémore la tragédie, qui fut la plus grave en Grande-Bretagne avant l'attentat de Lockerbie en 1988.

## Agréments
La ville compte de nombreux bars et restaurants, un club de football semi-professionnel et deux centres de loisirs ainsi que de nombreuses salles de fitness.
La rivière a son célèbre Thames Path sur cette rive généralement, qui change à l'ouest du pont vers la rive d'Egham où se trouve le club de canoë local et le club d'aviron local. Un autre club d'aviron se trouve dans le village voisin de Laleham, réputé pour son magnifique parc public légèrement boisé.
L'urbaine possède de nombreux réservoirs attenants, celui à l'est étant réputé pour son entraînement et sa pratique de la voile.
L'aéroport d'Heathrow commence à environ 4 kilomètres, pas sous la trajectoire de vol.
Le train le plus rapide pour Londres est en 35 minutes environ.